# Tomáš Košický
Tomáš Košický est un footballeur slovaque né le 11 mars 1986 à Bratislava.
Il évolue au poste de gardien de but.